# Lux Aeterna (Morten Lauridsen)
Lux Aeterna (Nederlands: Altijddurend licht) is een werk voor koor en kamerorkest van de Deens-Amerikaanse componist Morten Lauridsen. Het werd door de componist speciaal gecomponeerd voor de Los Angeles Master Chorale en haar dirigent Paul Salamunovich, die dit werk met zijn koor op 13 april 1997 in wereldpremière uitvoerde. Het werk bestaat uit vijf delen die allemaal uit de Latijnse liturgie van de Katholieke Kerk afkomstig zijn. In alle vijf delen staat het Licht centraal.
Van de vijf delen zijn het eerste en het laatste genomen uit het klassieke Requiem. In het eerste deel (Introïtus) wordt de Heer gesmeekt om eeuwige rust voor de overledenen en om het eeuwig licht over hen te doen schijnen. Het vijfde deel is - uit diezelfde mis genomen - het Agnus Dei, waarin - naast de gebruikelijke formuleringen (Lam Gods, dat wegneemt de zonden der wereld)  andermaal wordt gebeden om het eeuwig licht, dat schijnen moge over de afgestorvenen. In het eerste deel is vooral de canon op et lux perpetua opmerkelijk. 
Het tweede deel is gecomponeerd rond de tekst van het In te, Domini, speravi (Op U, O Heer, heb ik mijn hoop gesteld). In dit deel komt het licht terug in de zin Exortum est in tenebris lumen rectis (In duisternis werd het Licht ontstoken voor de rechtvaardigen). Het derde deel (O nata lux) (O, (uit licht geboren) licht) bezingt de geboorte van Jezus, zoals die - bijvoorbeeld - ook te beluisteren valt in de traditionele christmas carol O, come all ye faithful (God of God, Light of Light). Het vierde - en tegelijk meest meeslepende - deel van dit werk is het Veni Sancte Spiritus: al evenzeer een traditioneel katholieke hymne, waarin de komst van de Heilige Geest en de uitstraling van diens lichtstralen wordt afgesmeekt. Het Agnus Dei in het laatste deel wordt afgesloten met een gedeelte Lux Aeterna, waarin motieven uit het eerste deel terugkomen.
Lauridsen heeft zelf over deze compositie geschreven: Lux Aeterna is een intiem werk van stille sereniteit gecentreerd rond een universeel symbool van hoop, geruststelling, goedheid en schittering.

## Bron
- Partituur Morten Lauridsen, Lux Aeterna, Peer Music, New York, Hamburg, s.a.